# Toéyoko
Toéyoko est une commune rurale située dans le département de Bindé de la province du Zoundwéogo dans la région du Centre-Sud au Burkina Faso.

## Santé et éducation
Le centre de soins le plus proche de Toéyoko est le centre de santé et de promotion sociale (CSPS) de Kaïbo-Centre tandis que le centre médical (CMA) le plus proche se trouve à Manga.